# Koanophyllon
Koanophyllon är ett släkte av korgblommiga växter. Koanophyllon ingår i familjen korgblommiga växter.

## Dottertaxa tillKoanophyllon, i alfabetisk ordning[1]
- Koanophyllon adamantium
- Koanophyllon albicaulis
- Koanophyllon andersonii
- Koanophyllon atroglandulosum
- Koanophyllon ayapanoides
- Koanophyllon baccharifolium
- Koanophyllon barahonense
- Koanophyllon breviflorum
- Koanophyllon bullescens
- Koanophyllon cabaionum
- Koanophyllon calcicola
- Koanophyllon celtidifolia
- Koanophyllon chabrense
- Koanophyllon chalceorithales
- Koanophyllon clementis
- Koanophyllon coixtlahuacum
- Koanophyllon concordianum
- Koanophyllon conglobatum
- Koanophyllon consanguineum
- Koanophyllon constanzae
- Koanophyllon correlliorum
- Koanophyllon coulteri
- Koanophyllon delpechianum
- Koanophyllon dolicholepis
- Koanophyllon dolphini
- Koanophyllon dolphinii
- Koanophyllon droserolepis
- Koanophyllon dukei
- Koanophyllon eitenii
- Koanophyllon ekmanii
- Koanophyllon flavidulum
- Koanophyllon flexilis
- Koanophyllon fuscum
- Koanophyllon gabbii
- Koanophyllon galeanum
- Koanophyllon galeottii
- Koanophyllon gibbosum
- Koanophyllon gracilicaule
- Koanophyllon gracilipes
- Koanophyllon grandiceps
- Koanophyllon grisebachianum
- Koanophyllon guerreroana
- Koanophyllon guerreroanum
- Koanophyllon gundlachii
- Koanophyllon hammatocladum
- Koanophyllon hardwarense
- Koanophyllon helianthemoides
- Koanophyllon heptaneurum
- Koanophyllon hidrodes
- Koanophyllon hintoniorum
- Koanophyllon hondurensis
- Koanophyllon hotteanum
- Koanophyllon huantae
- Koanophyllon hylonoma
- Koanophyllon hypomalaca
- Koanophyllon isillumense
- Koanophyllon iteophyllum
- Koanophyllon jaegerianum
- Koanophyllon jennsenii
- Koanophyllon jenssenii
- Koanophyllon jugipaniculatum
- Koanophyllon juninense
- Koanophyllon kavanayense
- Koanophyllon littorale
- Koanophyllon lobatifolia
- Koanophyllon longifolia
- Koanophyllon maestrense
- Koanophyllon mesoreopolum
- Koanophyllon microchaeteum
- Koanophyllon mimica
- Koanophyllon minutifolium
- Koanophyllon miragoanae
- Koanophyllon montanum
- Koanophyllon morinicola
- Koanophyllon mornicola
- Koanophyllon muricatum
- Koanophyllon myrtilloides
- Koanophyllon nervosum
- Koanophyllon nudiflorum
- Koanophyllon obtusissimum
- Koanophyllon oligadenium
- Koanophyllon pachyneurum
- Koanophyllon palmeri
- Koanophyllon panamensis
- Koanophyllon paucicrenatum
- Koanophyllon phanioides
- Koanophyllon picardae
- Koanophyllon pitonianum
- Koanophyllon pittieri
- Koanophyllon poliystichum
- Koanophyllon polyodon
- Koanophyllon polystictum
- Koanophyllon porphyrocladum
- Koanophyllon prinodes
- Koanophyllon pseudoperfoliatum
- Koanophyllon puberulum
- Koanophyllon quisqueyanum
- Koanophyllon ravenii
- Koanophyllon revealii
- Koanophyllon reversum
- Koanophyllon rhexioides
- Koanophyllon rubroviolaceum
- Koanophyllon rzedowskii
- Koanophyllon sagasteguii
- Koanophyllon scabriusculum
- Koanophyllon sciatraphes
- Koanophyllon selleanum
- Koanophyllon semicrenatum
- Koanophyllon silvaticum
- Koanophyllon simile
- Koanophyllon simillima
- Koanophyllon sinaloensis
- Koanophyllon solidagineum
- Koanophyllon solidaginifolia
- Koanophyllon solidaginifolium
- Koanophyllon solidaginoides
- Koanophyllon standleyi
- Koanophyllon stipulifera
- Koanophyllon subpurpureum
- Koanophyllon tapeinanthum
- Koanophyllon tatei
- Koanophyllon tetranfolium
- Koanophyllon tetranthum
- Koanophyllon thysanolepis
- Koanophyllon tinctorium
- Koanophyllon tricephalotes
- Koanophyllon tripartitum
- Koanophyllon triradiatum
- Koanophyllon turquinense
- Koanophyllon wetmorei
- Koanophyllon villosum